# آندره فوندلی
آندره فوندلی (انگلیسی: Andrea Fondelli؛ زادهٔ ۲۷ فوریهٔ ۱۹۹۴) ورزشکار واترپلو اهل ایتالیا است.
وی در مسابقات کشوری و بین‌المللی در مجموع برندهٔ ۲ مدال برنز شده‌است.